# Willem Lenssinck

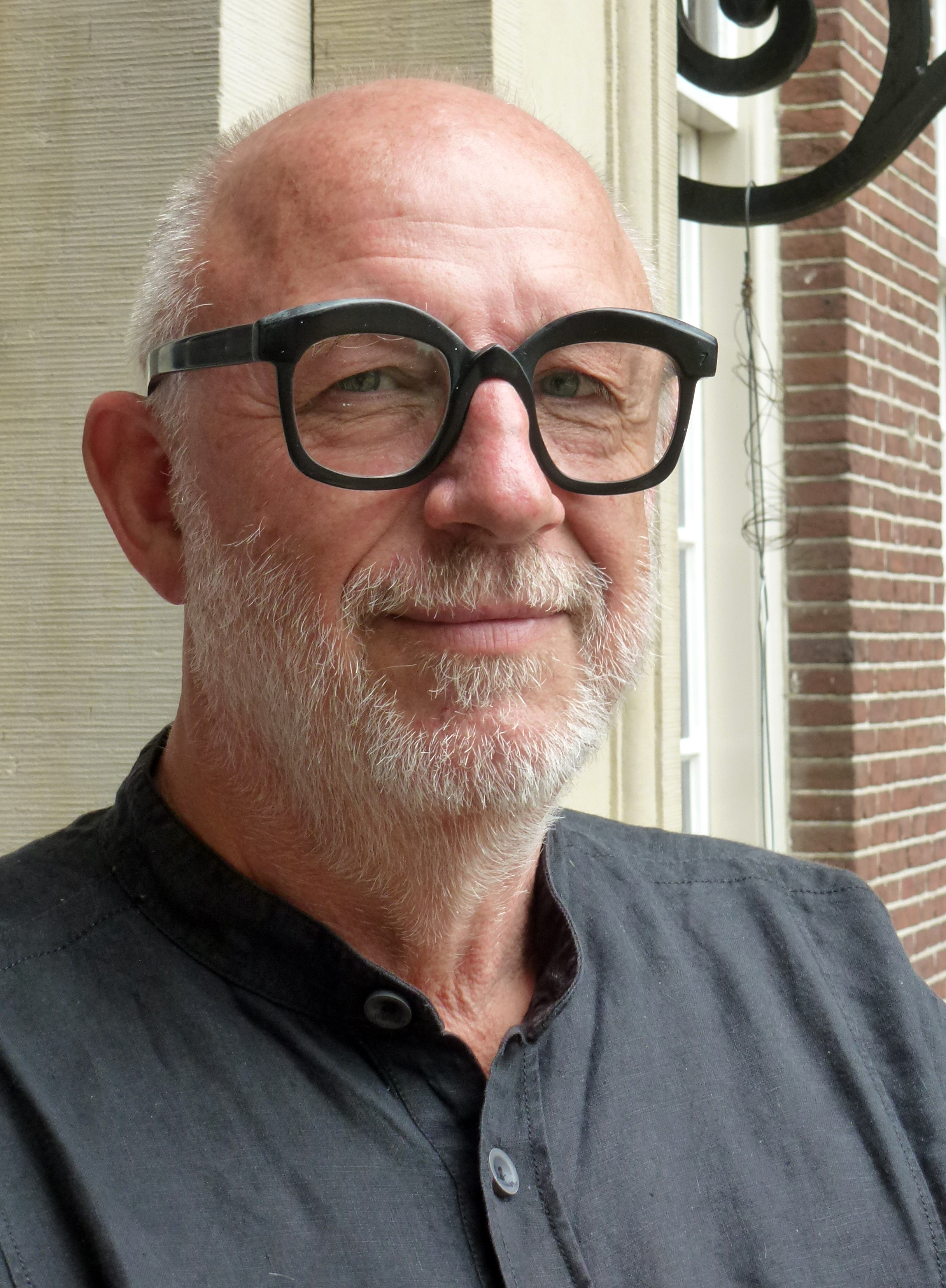
Willem Lenssinck 2016

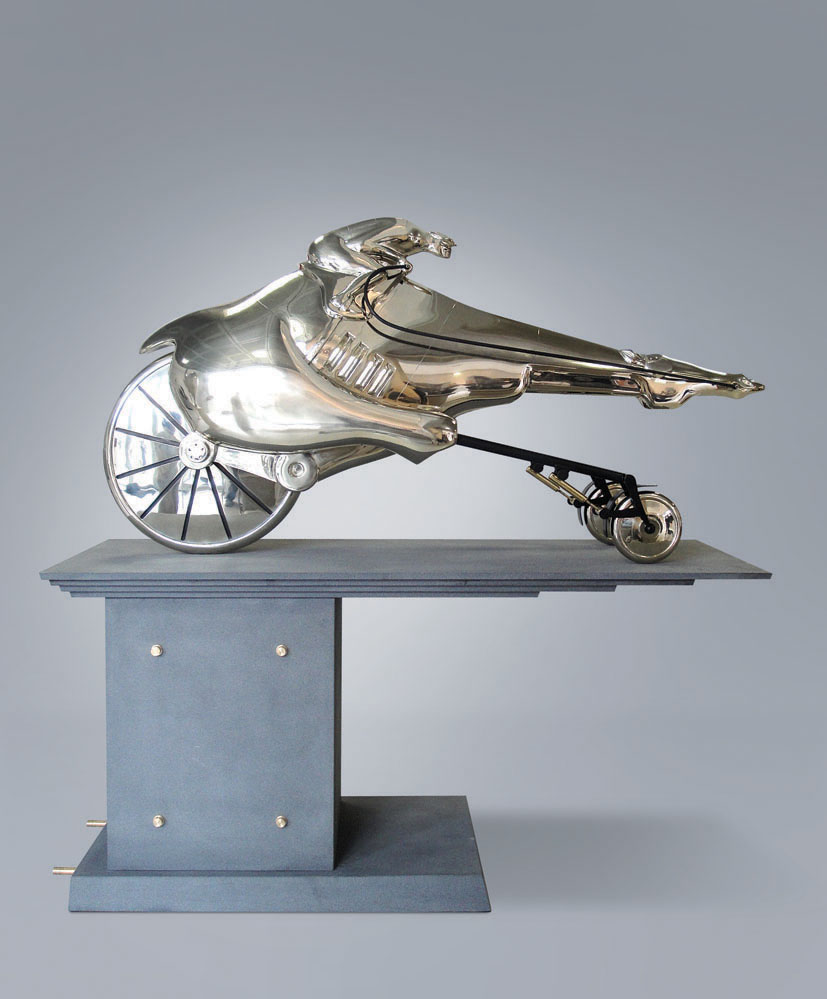
Formula I Racing Horse (2014), Neusilber

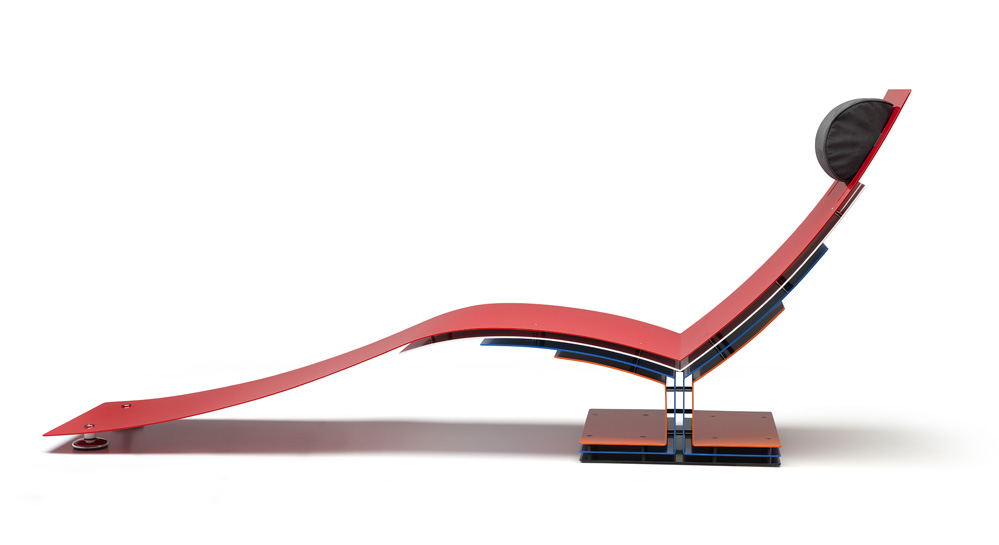
Royal Dutch Chair (2012), LSD design

Willem Lenssinck (* 21. April 1947 in Woerden, Niederlande) ist ein niederländisch-deutscher Bildhauer und Designer.

## Leben und Werk
Als Sohn eines niederländischen Vaters und einer deutschen Mutter wuchs Lenssinck in Harmelen in den Niederlanden  auf. Anfang 1950 zog die Familie nach Utrecht, wo Lenssinck dann auch die Kunstakademie (HKU) besuchte. Noch im Jahr seines Studienabschlusses 1969 wurde er von seinen Lehrern zu Royal Delft empfohlen und als Designer für industrielle Baukeramiken eingestellt.
Seit 1972 ist Lenssinck selbständig tätig und führte zahlreiche öffentliche Aufträge in Keramik und Bronze aus. Seit 1985 lebt der Künstler in Langbroek. Im Jahr 2001 heiratete er Catherine Laimböck-Vermeulen, die Tochter des Malers Piet Vermeulen. Lenssinck ist Vater von Jeroen Lenssinck und Stiefvater von Lia Laimböck, beide ebenfalls künstlerisch tätig.
Lenssinck konzentriert sich ganz auf freie Arbeiten, den Entwurf von Plastiken in Bronze, Neusilber, Edelstahl oder Aluminium sowie das Design von Möbeln und Lichtobjekten, wobei sich die Plastiken durch charakteristische Linienführung und glatte, hochglanzpolierte Oberflächen auszeichnen. Bevorzugte Themen seiner Arbeit sind Pferd und Maschine als Symbol der technischen Entwicklung des 20. Jahrhunderts, Frauenfiguren, Wächterfiguren und Stiere, deren Formen oft eine futuristische Anmutung haben. Seit 2005 verwendet Lenssinck auch neue 3D-Verfahren im Design um die technischen Begrenzungen der traditionellen plastischen Gipsmodelle zu überwinden und damit die Möglichkeiten für Änderungen aller Art wie beispielsweise Vergrößerungen oder Verkleinerungen erheblich zu verbessern.
Arbeiten Willem Lenssincks befinden sich unter anderem in den Sammlungen des British Museum (London), Museum Beelden aan Zee (Scheveningen), Museum Buitenplaats (Eelde), der Sammlung IHK Hannover, der Privatsammlung Silvio Berlusconi.
Im Jahr 1991 wurde Lenssinck für sein künstlerisches Werk mit dem Pieter d’Hont-Preis ausgezeichnet. Mit seinen Plastiken ist er seit 1990 regelmäßig auf den Kunstmessen PAN Art Fair, Amsterdam und der European Fine Art Fair (TEFAF) in Maastricht vertreten. Ende 2015 stellte er auf der Ausstellung Horse-Power im Louwman Museum in Den Haag aus. 2007 entstand die Monographie Willem Lenssinck anlässlich seines sechzigsten Geburtstags.

## Ausstellungen (Auswahl)
- 1990–1993 Pan Fine Art Fair, Amsterdam
- 1992–2016 Galerie Laimböck, Langbroek
- 1993–2015 TEFAF, Maastricht
- 1993 Kunsthaus Bühler, Stuttgart
- 1994 Museum Beelden aan Zee, Scheveningen
- 1994 Art Fair Herrenhausen, Hannover
- 1995 Lineart, Gent
- 1996 Tresor Fine Art Fair, Singapur
- 2000 Museum De Buitenplaats, Eelde
- 2007 Steendruk Museum, Valkenswaard
- 2010–2012 Art Fair Zurich, Zürich
- 2013 Art Fair, West Palm Beach
- 2015 Louwman Museum, Den Haag